# Centro Storico Fiat
El Centro Storico Fiat, inaugurado en 1963, alberga y expone una colección de productos, objetos, maquetas y carteles que cubren la historia del grupo industrial Fiat S.p.A. Es un museo de marca que se encuentra ubicado en Turín, compartiendo ubicación con el Archivio Storico Fiat, en un edificio modernista construido durante la primera ampliación (1907) de los talleres de Fiat Corso Dante, donde nació el grupo. El edificio albergó el 4 de mayo de 1966 la firma del acuerdo entre Fiat S.p.A. y la Unión Soviética para la fabricación de automóviles en dicho país.

## Exposición
En el centro se exponen, entre otros, automóviles, aviones, tractores, camiones, bicicletas, electrodomésticos, motores y una extensa serie de modelos a escala, construidos.

### Automóviles
- Véase también: Anexo:Automóviles expuestos en el Centro Storico Fiat

Además de cientos de modelos clásicos, en el centro se expone el primer automóvil fabricado por Fiat, el Fiat 3 ½ HP de 1899, así como el Fiat Mefistofele que en 1924 rompió el récord mundial de velocidad.

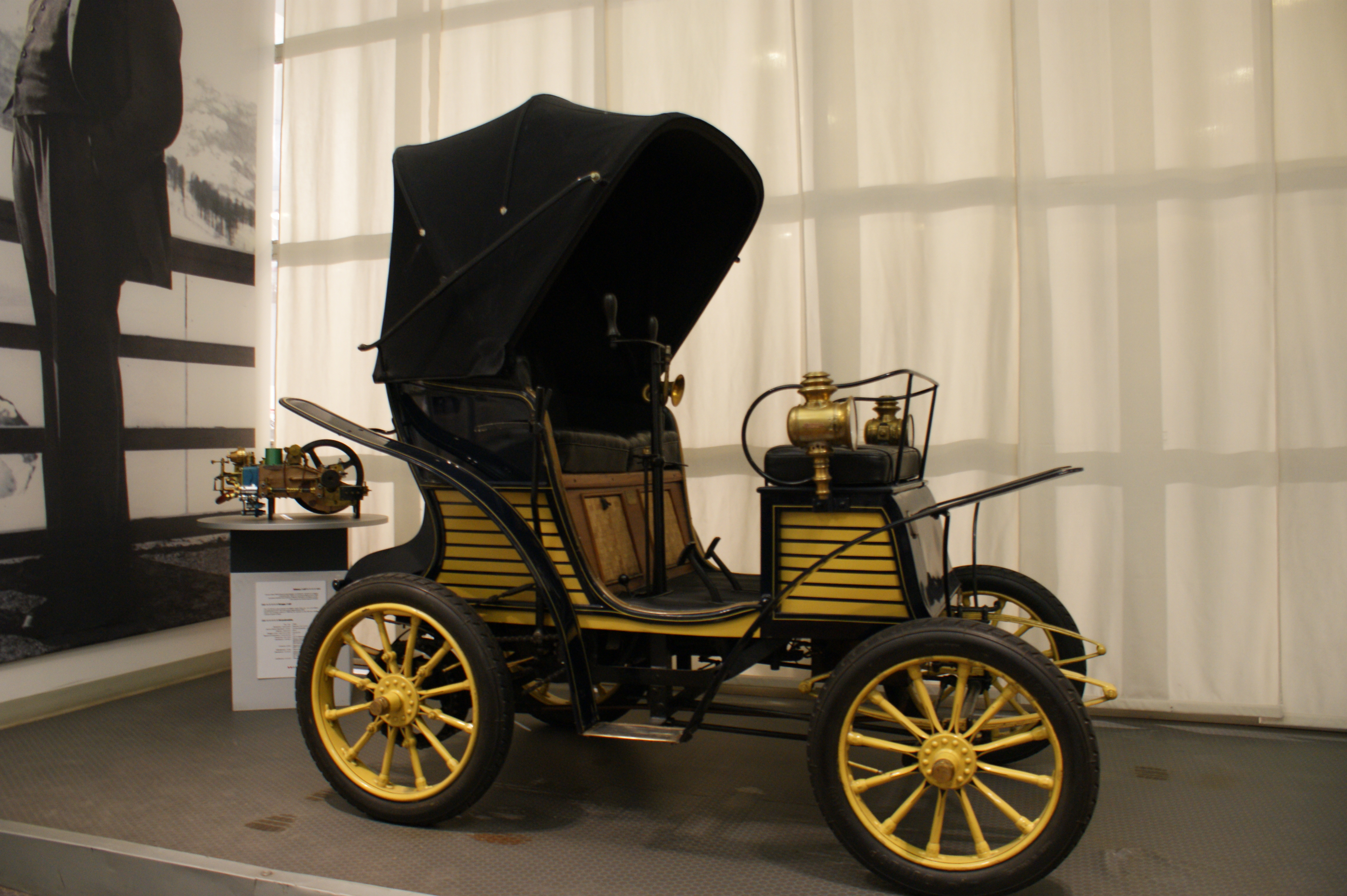
Fiat 3 ½ HP.
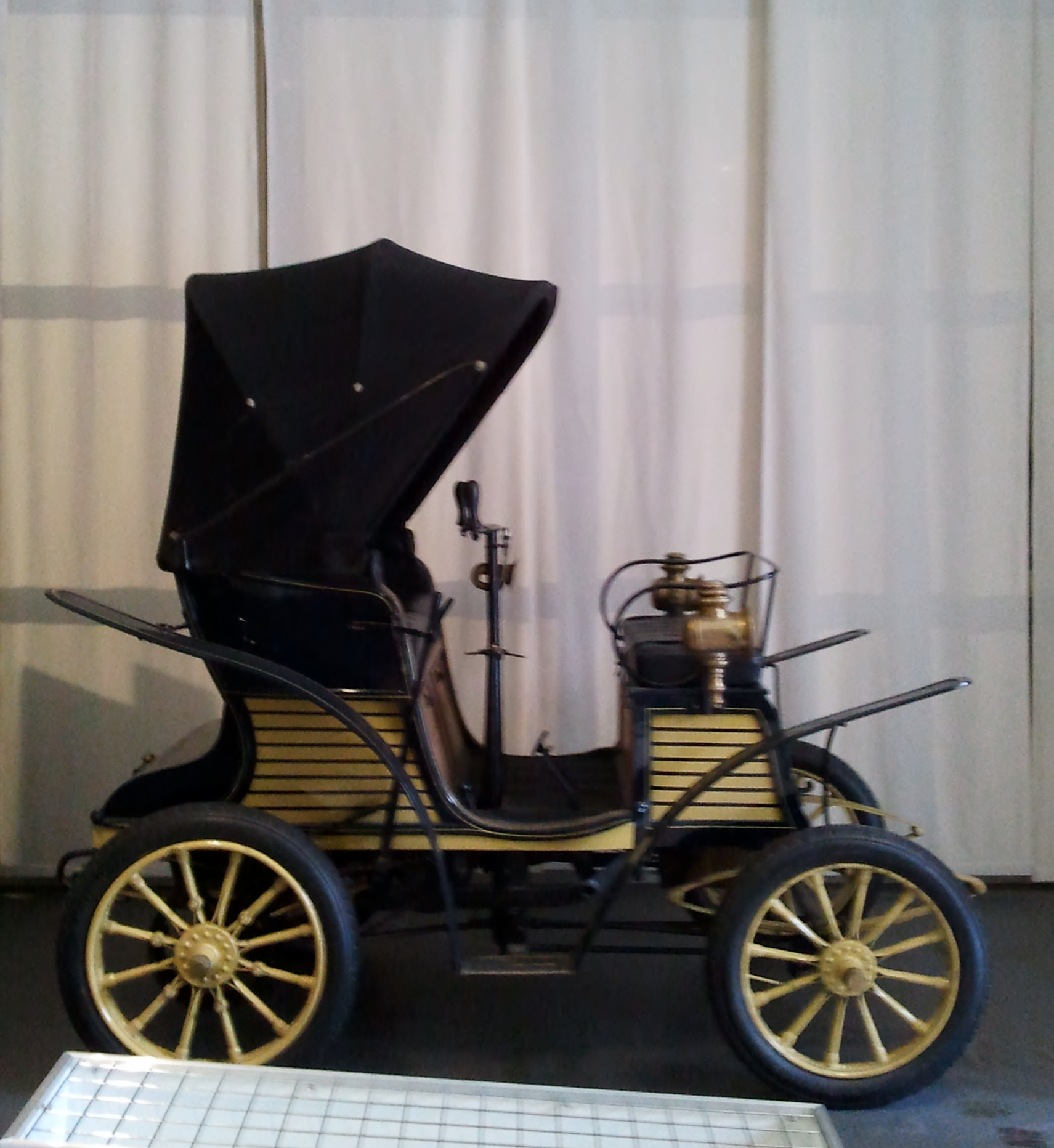
Fiat 3 ½ HP.
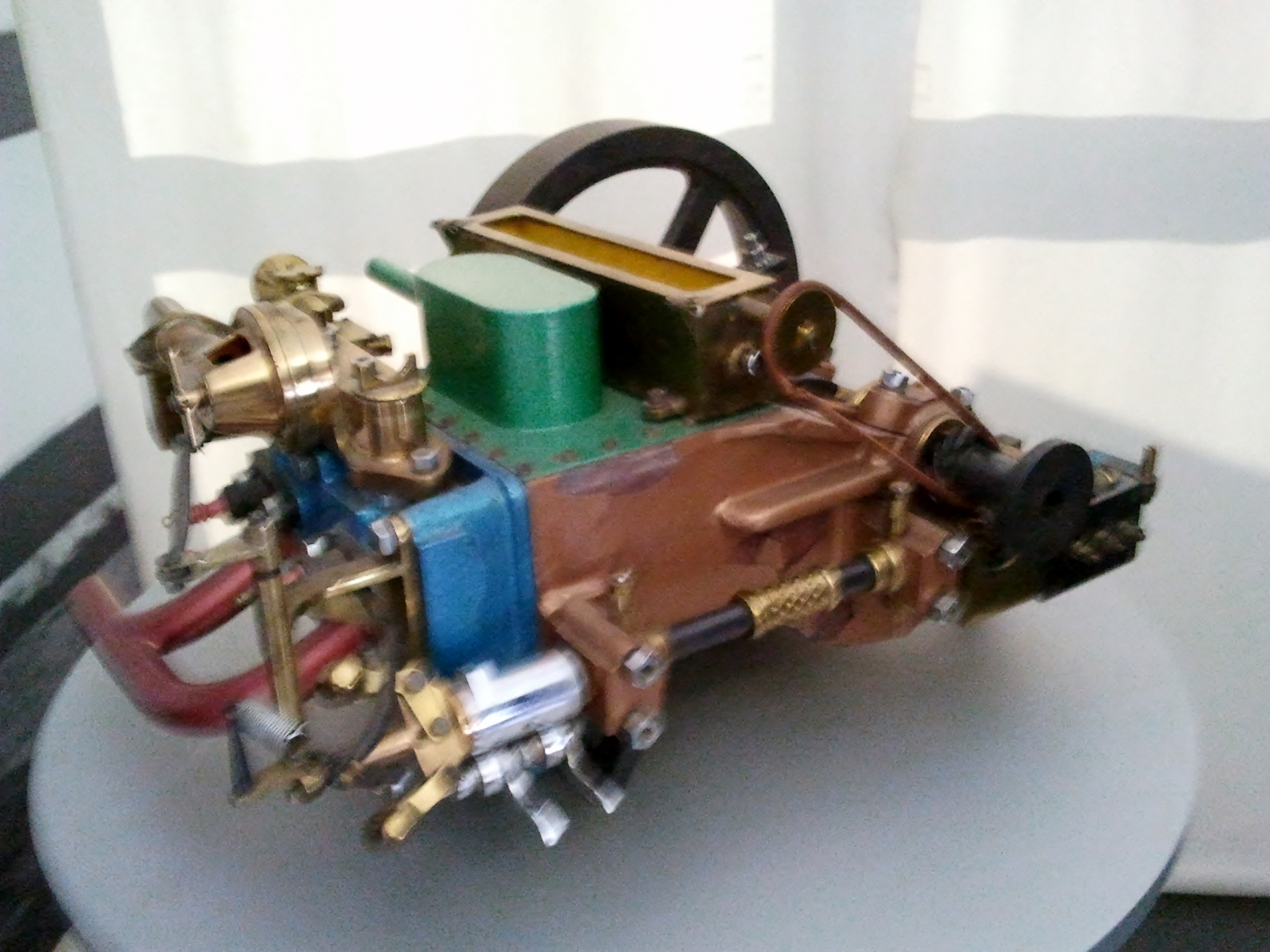
Fiat 3 ½ HP (motor).
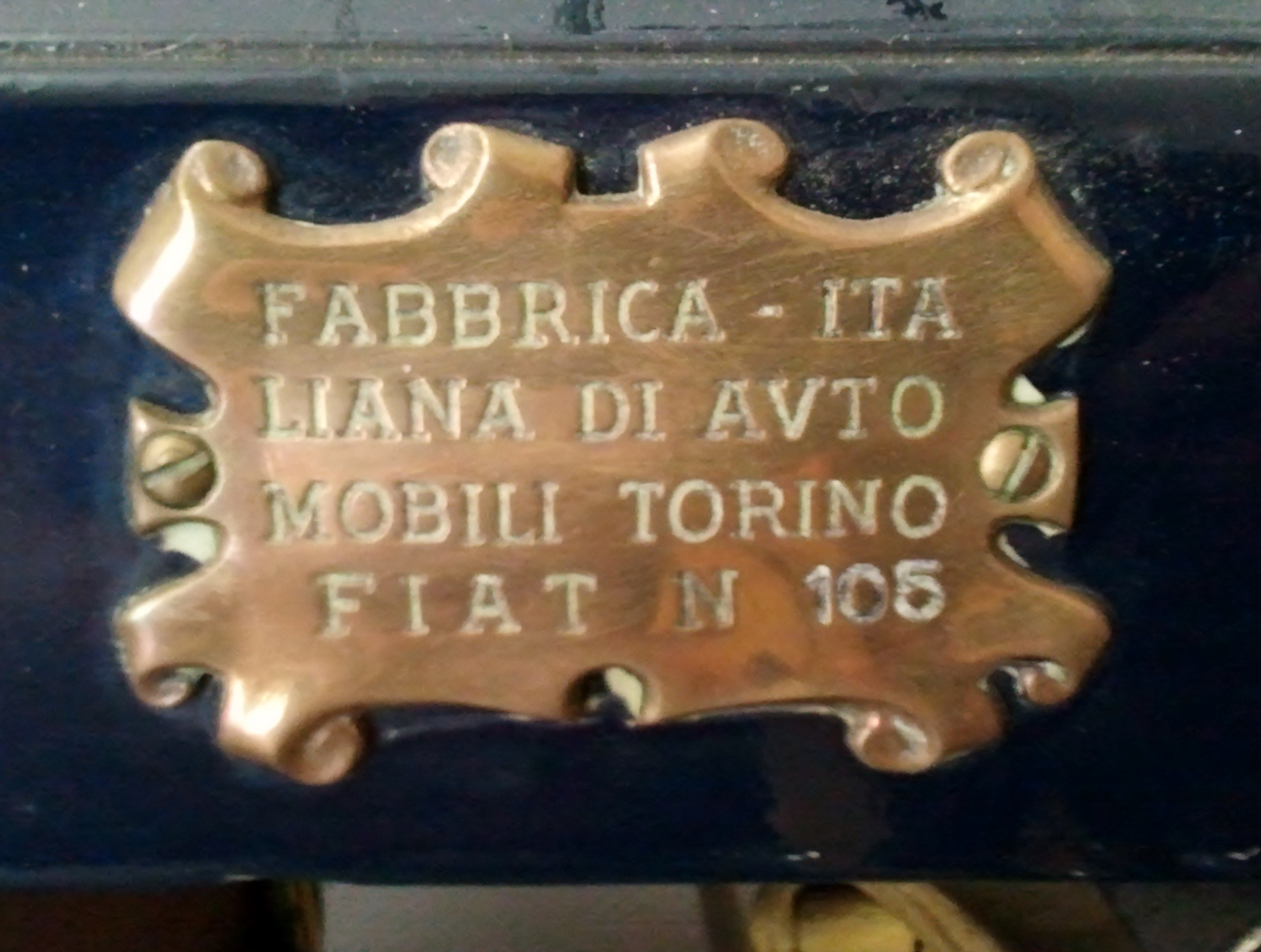
Fiat 3 ½ HP (logo).

### Camiones
En el centro se muestra el camión tipo Fiat 18BL de 1914, el primer camión del grupo.

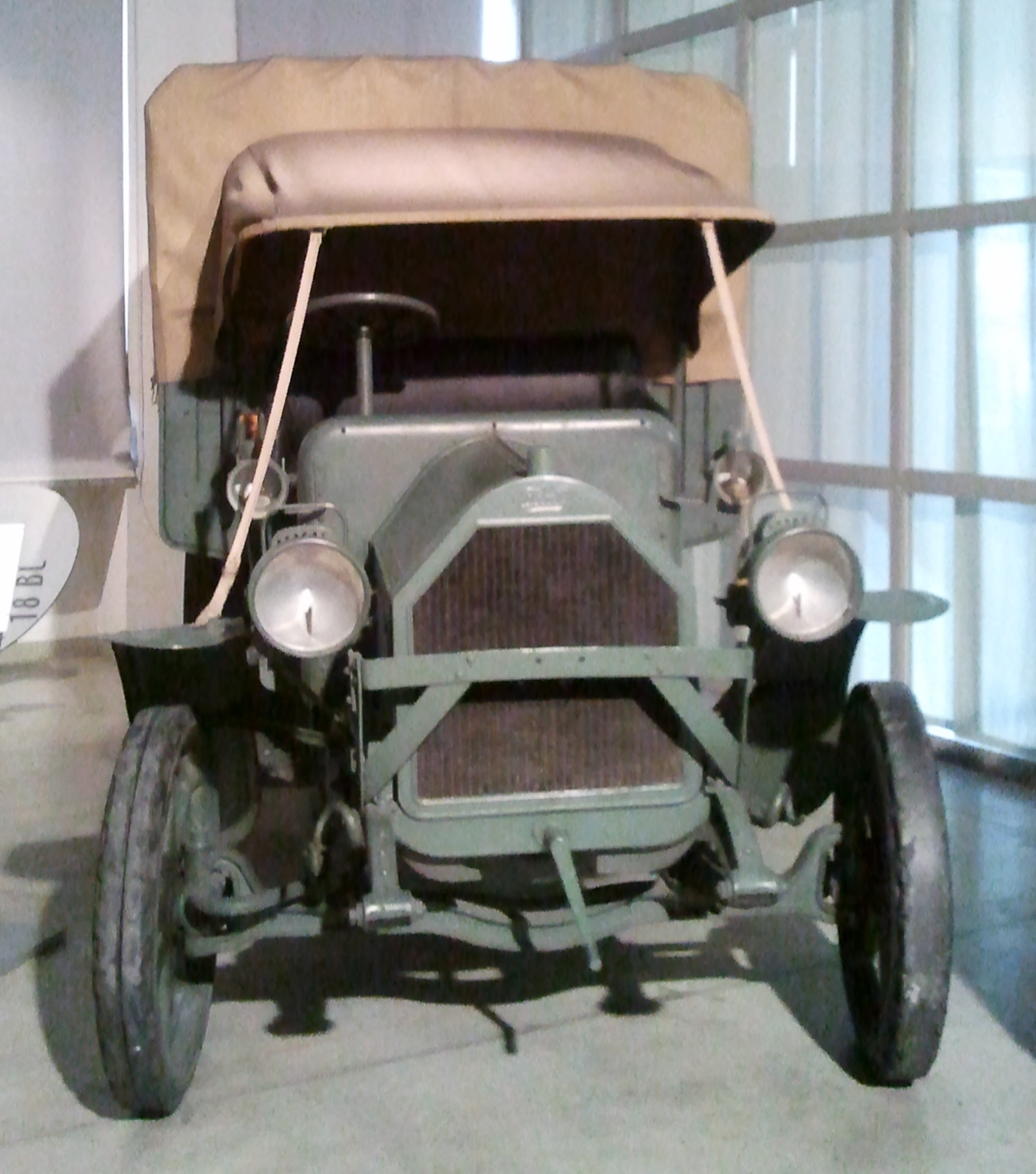
Fiat 18BL.
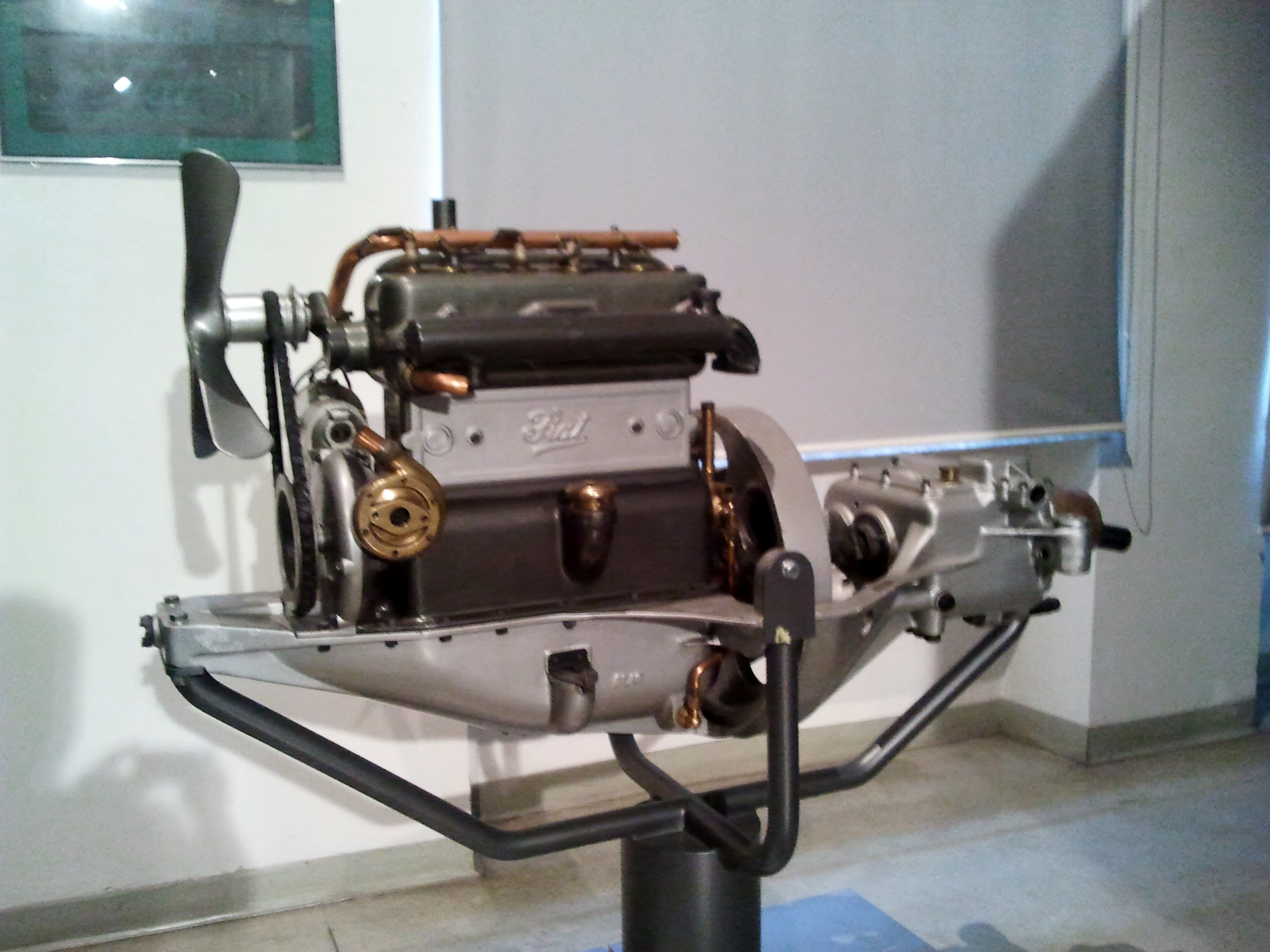
Fiat 18BL (motor).

### Tractores
En el centro se muestra el tractor tipo Fiat 702 de 1919, primer tractor fabricado por el grupo.

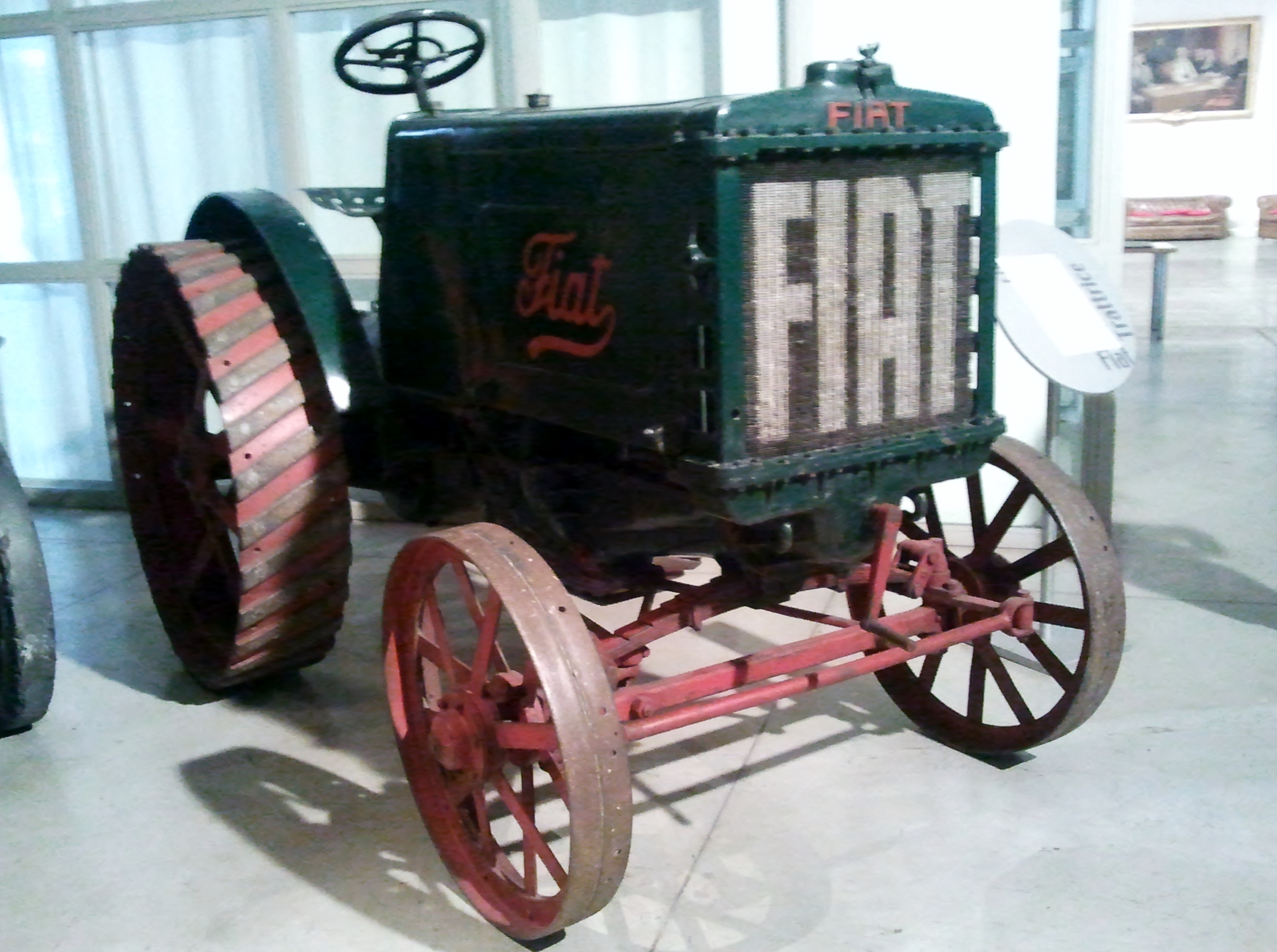
Fiat 702.
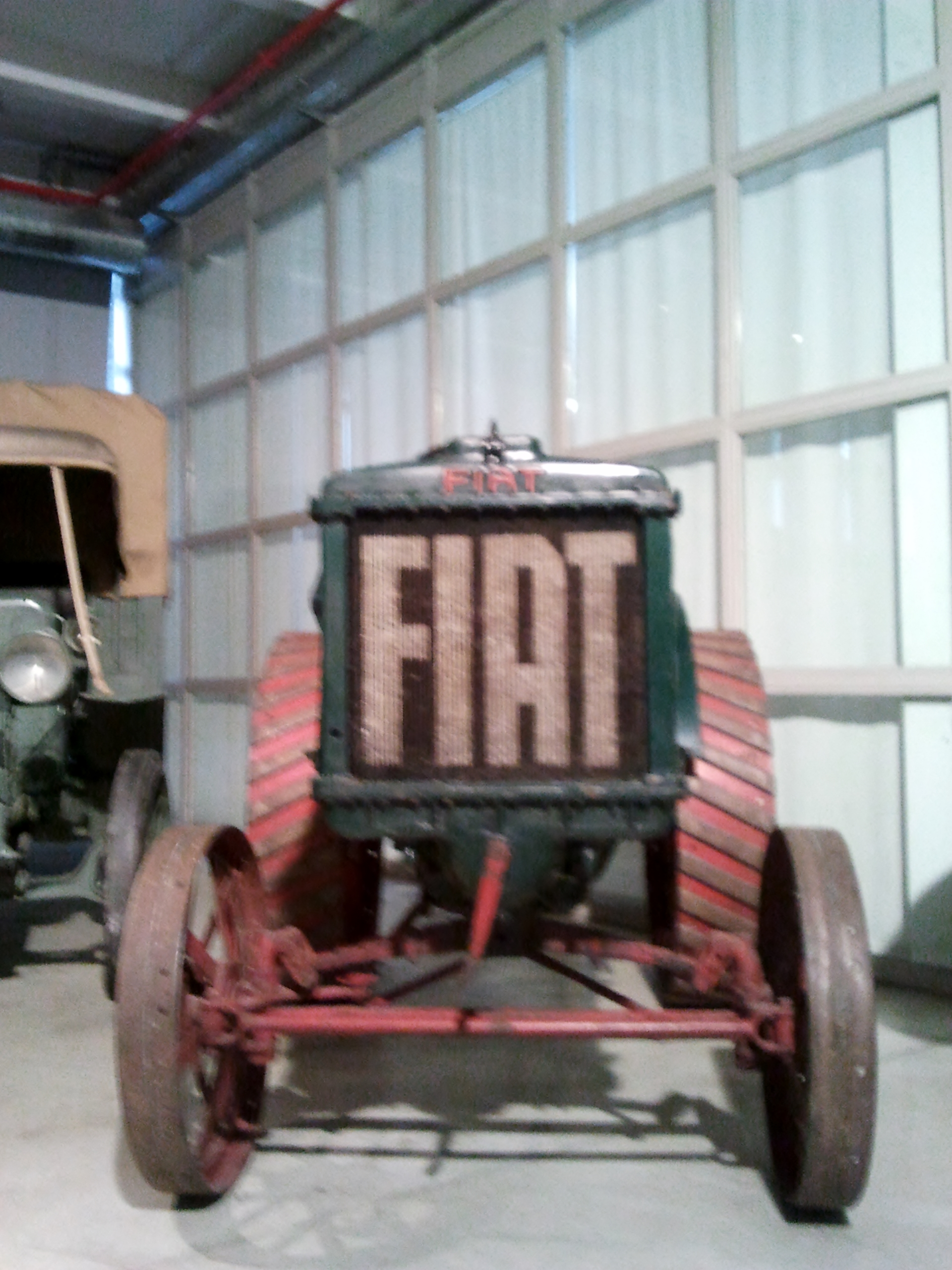
Fiat 702.
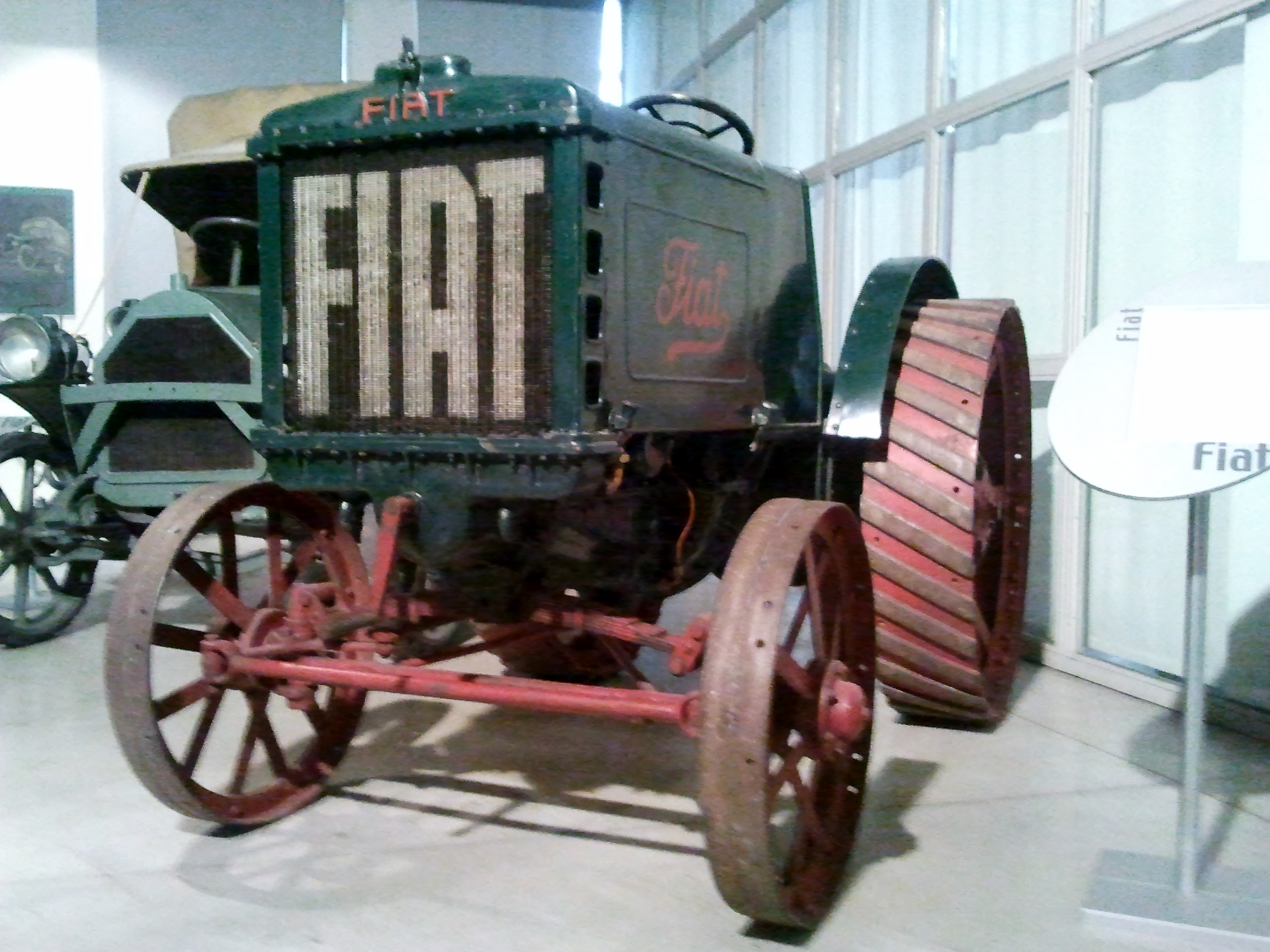
Fiat 702.
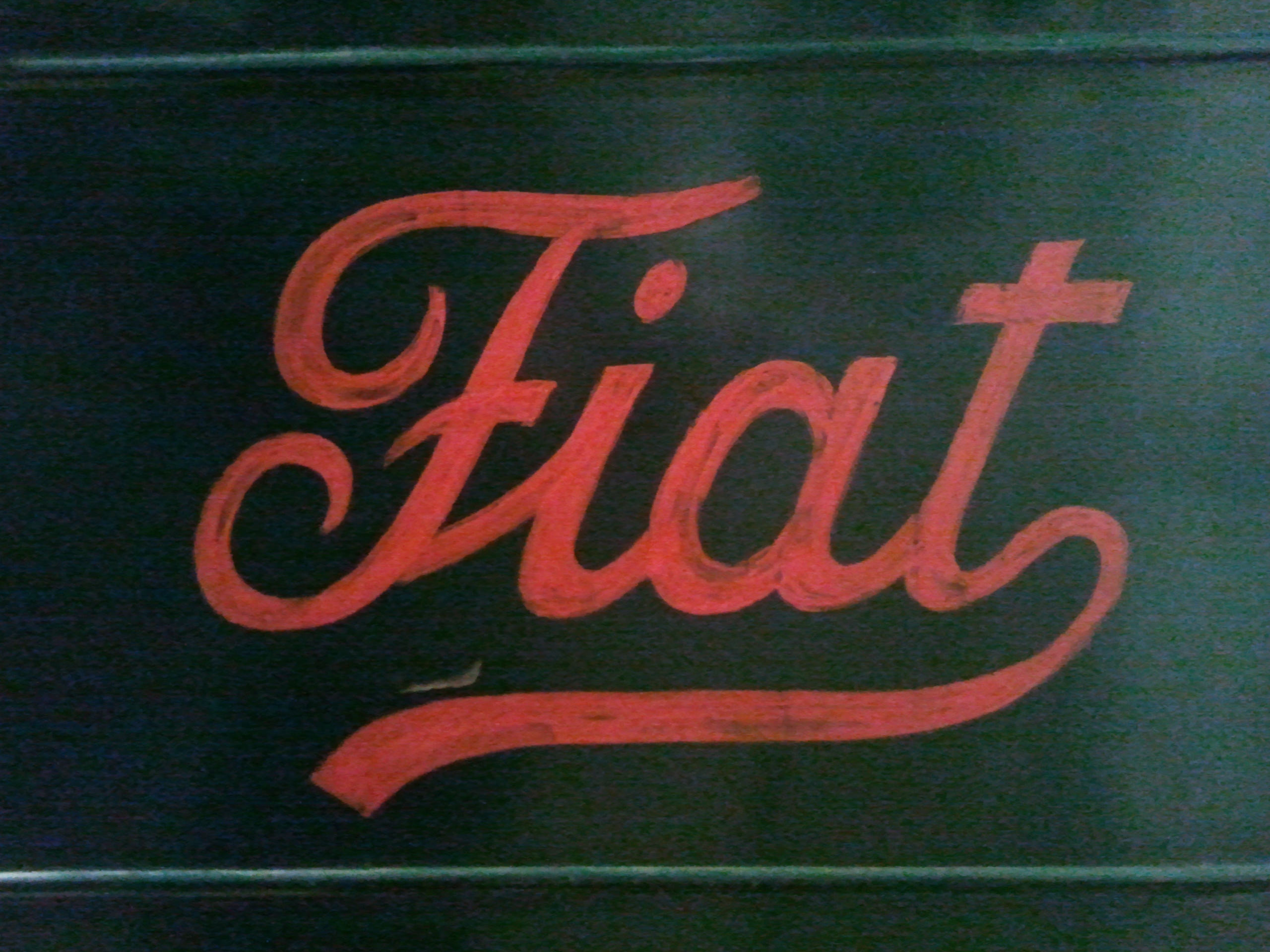
Fiat 702 (logo).

### Ferrocarriles
Uno de los ferrocarriles mostrados es la Littorina, creación del grupo de primeros del siglo XX.

### Aviones
El centro custodia una de las unidades del Fiat G.91, que fue diseñado para su servicio en la OTAN.

### Fábricas
En el centro se recrean una parte del taller de montaje de Fiat Corso Dante, la vetusta planta de principios del siglo XX, y una parte de las líneas de montaje de Lingotto, la histórica planta del grupo en Turín.

### La oficina de Giacosa
En el centro se puede ver una reconstrucción con material original de la oficina de Dante Giacosa, creador del Fiat Topolino y el Fiat 600.